# Radio Nacional Rock
Radio Nacional Rock (oficialmenteLRA 337 FM Radio Nacional) es una emisora de radio argentina que emite en la frecuencia 93.7 MHz de la banda FM de la Ciudad de Buenos Aires. Forma parte de Radio Nacional Argentina.

## Historia
La radio nació bajo la idea de Horacio Marmurek, en ese entonces director de la emisora, para «conjugar la difusión del rock independiente local e internacional al estilo de la ex FM Kabul (actualmente operada como El Observador 107.9) y sin la presión de las discográficas». En 2012, la dirección del Sistema Federal de Medios y Contenidos Públicos, además de someter a la emisora a un fuerte recorte presupuestario, tomó la polémica decisión de que la radio sólo transmita música rock grabada y producida en Argentina (el llamado rock nacional). Esta limitación la llevó a perder algunos de sus programas más icónicos, como "Tribulaciones", cuyo conductor Mario De Cristofaro se manifestó en contra de esa decisión, tomada justo en un momento crítico para el rock nacional, a la que calificó como censura.
En marzo de 2013, la emisora renovó su programación y estrenó un nuevo estudio con adelantos técnicos y apto para que bandas invitadas toquen en vivo. Desde entonces también cuenta con un piano Stenway. Un 40% de su programación está dedicado a la difusión de canciones de bandas emergentes (grupos musicales de reciente creación o poco conocidos). La musicalización de los sábados por la noche es realizada por DJ's argentinos utilizando música electrónica argentina.
A fines de diciembre de 2015, Hernán Lombardi, titular del Sistema Federal de Medios y Contenidos Públicos, decidió modificar la programación de Radio Nacional Rock, acusando a la anterior dirección del Sistema de haber convertido  lo que originalmente era una radio de rock en una radio de periodismo militante, con marcada adhesión al gobierno saliente: “Acá se confundieron los roles y se transformó a la emisora en un lugar de programas periodisticos militantes. Correspondería que la nueva programación tuviese que ver básicamente con el rock”. Por ello manifestó la intención de "que la emisora vuelva a partir de febrero a ser la FM del Rock, rindiendo tributo a este singular género musical, tan instalado y seguido por sus oyentes, con especial énfasis en el rock nacional. () Por supuesto, no estarán los ciclos militantes". Esta decisión culminó con la baja de 27 contratos de conductores, columnistas y productores de la emisora, incluyendo el del director Federico Vázquez. A partir de ese momento la radio pasó a transmitir sólo música durante dos meses hasta el mes de marzo de 2016, cuando comienza una nueva programación basada principalmente en la presencia de músicos como conductores (Zeta Bosio, Richard Coleman, Pipi Piazzolla, Lito Vitale, Hilda Lizarazu, Gillespi, etc.) junto a algunos de los conductores del ciclo anterior que fueron ratificados en sus programas (fue el caso de Alfredo Rosso y Alejandro Lingenti). Frente a este panorama, el exdirector de la emisora, Federico Vázquez y su pareja  Julia Mengolini, decidieron fundar una nueva radio que mantuviera las características de la antigua programación de Nacional Rock. Para simplificar el trámite de obtención de una licencia, optaron por una emisora que transmitiera sólo por internet, a la que llamaron Futurock FM, e invitaron a la misma a otros de los conductores de Nacional Rock que no habían logrado renovar sus contratos, como Sebastián Vázquez y Matías Messoulam, entre otros. A comienzos de marzo de 2020, comenzó una nueva era bajo la dirección de Mikki Lusardi manteniendo figuras como Juanse, Cucho Parisi, Cecilia Elia y Frankie Langdon, además cuenta en la grilla con las incorporaciones de Gillespi, Florencia Alcaraz, Maxi Legnani, Luciana Peker, Darío y María Sztajnszrajber, Carla Bonfante, Natalia Carulias y Barbi Recanati, entre otros. Dos años después, se sumaron figuras como Lautaro Maislin, Diego Ripoll, Flor Alkorta, Moira Memma, Anabella Sánchez y Mariana De Iraola, entre otros.

## Sede

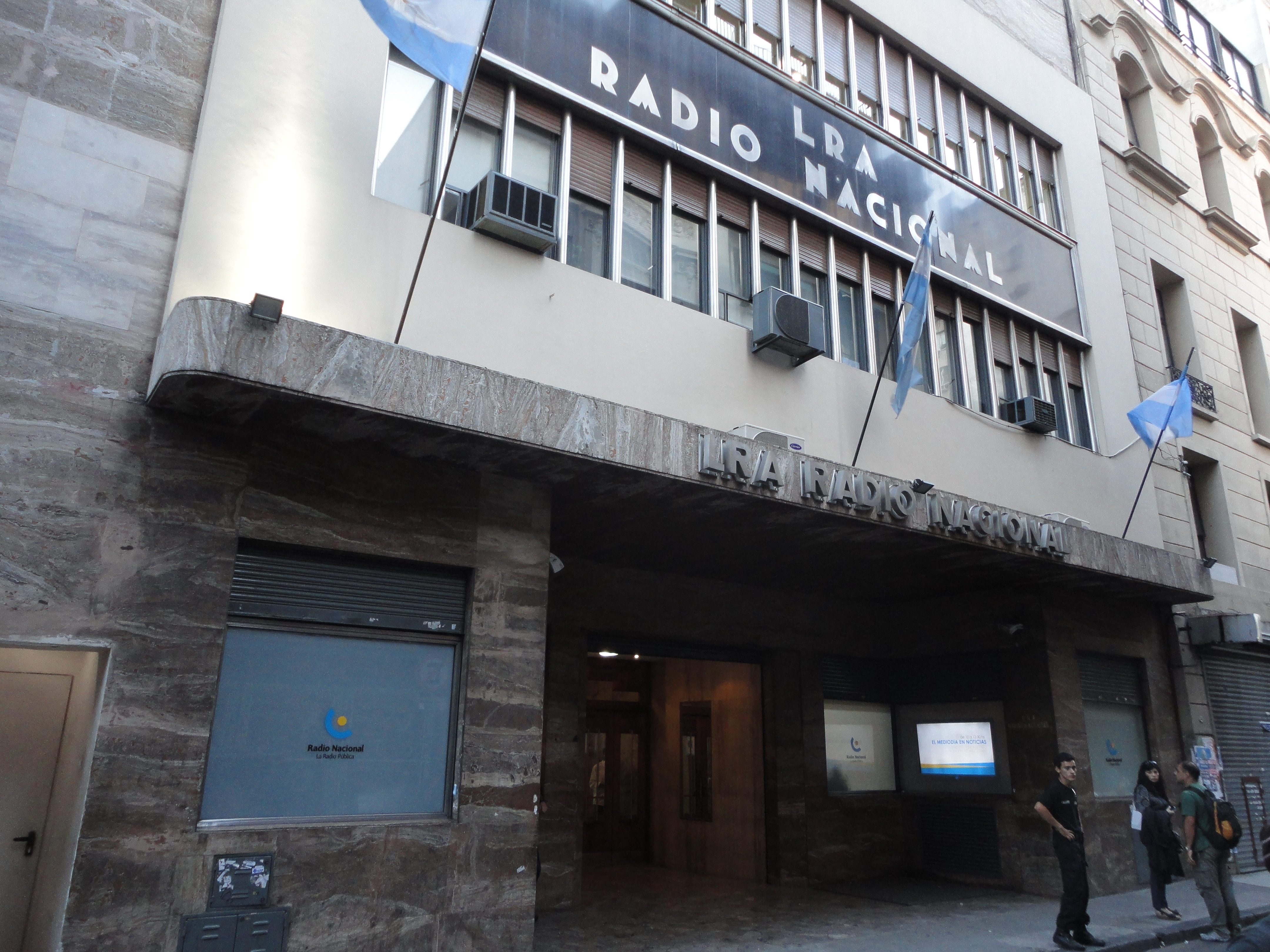
Maipú 555, Buenos Aires.

Nacional Rock y LRA Radio Nacional operan en Buenos Aires desde el edificio de la calle Maipú 555, en el microcentro de la ciudad. El mismo es compartido con LRA338 Nacional Clásica, LRA339 Nacional Folklórica y Radiodifusión Argentina al Exterior.